# Park Kyung-won
Park Kyung-won (Daegu, 24 de junho de 1901 – Hakone, 7 de agosto de 1933) foi, juntamente com Kwon Ki-ok, uma das primeiras aviadoras coreanas. Ainda que geralmente se aceite que Kwon foi a primeira aviadora coreana, Park segue sendo reconhecida como a primeira piloto civil feminina de Coreia, já que Kwon foi treinada pela Força Aérea da República de Chinesa. Foi sujeita a uma controvérsia no ano 2005, quando foi representada por Jang Jin-young no filme Blue Swallow, a qual iniciou um debate sobre quem foi realmente a primeira aviadora de Coreia.

## Biografia
Park nasceu em Daegu, província de Gyeongsang no Império de Coreia. De 1912 até 1916 frequentou a Escola de Mulheres Myeongsin de Daegu, uma escola presbiteriana criada por norte-americanos. Um ano após graduar-se, a 13 de setembro de 1917, partiu de sua cidade natal para o Japão. Uma vez ali, instalar-se-ia em Minami-ku, Yokohama, onde se matriculou na Escola de Capacitação Industrial de Kasahara, passando dois anos e médio. A partir de 1919, Park começou afrequentar uma igreja coreana em Yokohama, e depois converteu-se ao cristianismo.
Em fevereiro de 1920, regressou a Daegu para ingressar em uma escola de enfermaria; ainda que seu verdadeiro objectivo era converter-se em piloto, primeiro tinha que ganhar dinheiro para pagar as classes de pilotagem.

## Carreira de aviação
Em janeiro de 1925, Park regressou ao Japão, onde finalmente se matriculou numa escola de aviação em Kamata (hoje em dia parte de Ōta (Tokio)). Esperava estudar na mesma escola que An Chang-nam (o primeiro piloto coreano), mas a escola sofreu um incêndio em 1923. Graduou-se e tomou o exame para sua licença de piloto de terceira classe a 25 de janeiro de 1927, e obteve a licença três dias depois. A 30 de julho do ano seguinte, obteve a sua licença de piloto de segunda classe.
A 4 de maio de 1933, Park foi escolhida para voar sobre uma nova rota entre Japão e Manchukuo. Ela voou a Seul a 19 de maio para se reunir ali com servidores públicos do governo. Às 10:35 do 7 de agosto de 1933, descolou do aeroporto Internacional de Haneda com o seu biplano Salmson 2A2, chamado Golondrina azul, e 42 minutos mais tarde sofreu um acidente perto de Hakone, Kanagawa, falecendo no acto.